# Ludivine Henrion
Ludivine Henrion (Namur, 23 de gener de 1984) és una ciclista belga que fou professional del 2004 al 2012. S'ha proclamat dos cops campiona nacional en ruta.
Es va casar amb el també ciclista Olivier Kaisen.

## Palmarès
- 2002
  -  Campiona de Bèlgica júnior en ruta
  - 1a al Tour del Charente Marítim i vencedora d'una etapa
- 2003
  - 1a al Tour del Charente Marítim i vencedora d'una etapa
- 2004
  - Vencedora d'una etapa al Trofeu d'Or
- 2005
  - 1a a l'Omloop van het Hageland
  - Vencedora d'una etapa al Trofeu d'Or
- 2007
  -  Campiona de Bèlgica en ruta
- 2009
  -  Campiona de Bèlgica en ruta